# Patricio Urrutia
Patricio Javier Urrutia Espinoza (Ventanas, 15 de octubre de 1977) es un exfutbolista, entrenador y político ecuatoriano. Entre sus principales atributos, destacaban la pegada de media distancia, el gran sentido de ubicación y su constante llegada al arco rival. Actualmente dirige al Delfín de la Serie A de Ecuador.
Fue alcalde de Ventanas, cargo que ocupó desde mayo de 2014 hasta mayo de 2019.

## Trayectoria

### Como futbolista
"El Pato" empieza su carrera como futbolista en el año de 1992 cuando jugó por la Liga deportiva Cantonal de Ventanas (hasta mediados de 1994) perteneciente a la Asociación de Fútbol Amateur de Los Ríos. Después pasó al Barcelona SC en 1996. En febrero de 1997 es inscrito por el Calvi FC donde permanece hasta mayo de 1998. Para posteriormente, luego de un paso fugaz por El Nacional y Deportivo Quito, en junio de 1999 fichar por el Técnico Universitario de Ambato. Un año después en 1999 "El Pato" se cambió de vereda, y ficha por el acérrimo rival el Macará de Ambato. En aquel club permanece hasta finales del 2001, cuando es prestado al Barcelona S. C. de Guayaquil donde jugó toda la temporada 2002.
Queda para la anécdota de varios hinchas, que a inicios del 2003 Liga de Quito y Barcelona pugnaban por hacerse de los servicios de "El Pato" Urrutia para esa temporada. La mejor gestión de la dirigencia encabezada por Rodrigo y Esteban Paz y la buena relación que se mantiene con la directiva del Macará de Ambato hicieron posible que el volante fiche por Liga de Quito en febrero del 2003.
Según los datos registrados en la Federación Ecuatoriana de Fútbol, Patricio Urrutia ha actuado defendiendo la camiseta de LDU en 277 partidos desde el 2003 hasta noviembre del 2011.
En esta cantidad de juegos, Urrutia ha conseguido, en calidad de local, jugando en Casa Blanca, 27 goles, convirtiéndose en el segundo goleador histórico en Casa Blanca por campeonatos nacionales. Hay que recordar también que el segundo capitán de LDU es también el goleador histórico en Copa Libertadores del conjunto albo, con 16 anotaciones en 7 copas jugadas.
El mayor éxito deportivo de la carrera del "El Pato" Urrutia es haber conseguido el título continental de la Copa Libertadores de América en el año de 2008 con LDU. Urrutia fue el autor del 4.º gol en la primera final frente a Fluminense, partido en el cual LDU lo derrotó 4 - 2 y marcó también en el partido de revancha en Brasil, al convertir uno de los cinco penales en la final disputada en el mítico Estadio Maracaná.
Patricio Urrutia ha ganado 7 títulos en su carrera todos con LDU. Fue 4 veces campeón del Ecuador en 2003, 2005, 2007 y 2010, campeón de la Copa Libertadores y dos veces campeón de la Recopa Sudamericana en 2009 y 2010. Además fue Vicecampeón del Mundo con LDU en 2008.
En septiembre del 2009 fue transferido al Fluminense de Brasil.
En abril del 2010 debido a una lesión y a la falta de oportunidades para jugar en Fluminense regresa a LDU para ganar la Recopa Sudamericana 2010 y el Campeonato Ecuatoriano de Fútbol 2010.
El 16 de abril de 2013 anunció su retiro del fútbol profesional, su último partido fue el 23 de mayo de 2013 en el encuentro que Liga de Quito derrotó 3 por 1 a Deportivo Quevedo.

### Como entrenador
Comenzó dirigiendo a la selección ecuatoriana Sub-17 entre 2020 y 2022, aunque solo en partidos amistosos y con limitaciones por la pandemia de COVID-19. También tuvo un paso por Daquilema, un club de Segunda Categoría, aunque con poco registro público de ese ciclo.
En 2025, asumió su primera experiencia como director técnico en la Serie A del fútbol ecuatoriano, al ser nombrado entrenador de Delfín SC tras la salida de Nicolás Chietino.

## Selección nacional
Su debut en la selección fue en las eliminatorias para Alemania 2006 en la victoria histórica de Ecuador sobre Brasil el 17 de noviembre de 2004. Fue parte del primer plantel en el Mundial de Alemania 2006. Anotó un solo gol oficial con la selección de Ecuador en Argentina con el empate a 1 con la albiceleste.

### Participaciones enEliminatorias al Mundial
| Eliminatoria                            | Sede                   | Sede del Mundial       | Posición               | Resultado   | PJ | GA | Asis |
| --------------------------------------- | ---------------------- | ---------------------- | ---------------------- | ----------- | -- | -- | ---- |
| Eliminatorias Mundial de Alemania 2006  | América del Sur        | Alemania               | 3°lugar 28pts          | Clasificado | 1  | 0  | 0    |
| Eliminatorias Mundial de Sudáfrica 2010 | América del Sur        | Sudáfrica              | 6°lugar 23pts          | Eliminado   | 9  | 1  | 0    |
| Total en Eliminatorias                  | Total en Eliminatorias | Total en Eliminatorias | Total en Eliminatorias | 1/2         | 10 | 1  | 0    |

### Participaciones enCopas del Mundo
| Mundial                  | Sede     | Resultado        | PJ | GA | Asis |
| ------------------------ | -------- | ---------------- | -- | -- | ---- |
| Mundial de Alemania 2006 | Alemania | Octavos de final | 3  | 0  | 0    |

### Participaciones enCopas América
| Torneo            | Sede      | Resultado      | PJ | GA | Asis |
| ----------------- | --------- | -------------- | -- | -- | ---- |
| Copa América 2007 | Venezuela | Fase de grupos | 0  | 0  | 0    |

## Política
Fue alcalde de Ventanas desde enero del 2014 hasta 2019.

## Estadísticas

### Clubes
Actualizado al fin de la carrera deportiva.
| Club | Div             | Temporada       | Liga  | Liga  | Internacional (1) | Internacional (1) | Total (2) | Total (2) |
| Club | Div             | Temporada       | Part. | Goles | Part.             | Goles             | Part.     | Goles     |
| --- | --------------- | --------------- | ----- | ----- | ----------------- | ----------------- | --------- | --------- |
| Técnico Universitario Ecuador | 1.ª             | 1998            | 30    | 0     | -                 | -                 | 30        | 0         |
| Técnico Universitario Ecuador | Total club      | Total club      | 30    | 0     | 0                 | 0                 | 30        | 0         |
| Macará Ecuador | 1.ª             | 1999            | 14    | 0     | -                 | -                 | 14        | 0         |
| Macará Ecuador | 1.ª             | 2000            | 30    | 4     | -                 | -                 | 30        | 4         |
| Macará Ecuador | 1.ª             | 2001            | 32    | 8     | -                 | -                 | 32        | 8         |
| Macará Ecuador | Total club      | Total club      | 76    | 12    | 0                 | 0                 | 76        | 12        |
| Barcelona Ecuador | 1.ª             | 2002            | 37    | 2     | 2                 | 1                 | 39        | 3         |
| Barcelona Ecuador | Total club      | Total club      | 37    | 2     | 2                 | 1                 | 39        | 3         |
| Liga de Quito Ecuador | 1.ª             | 2003            | 41    | 7     | 4                 | 0                 | 45        | 7         |
| Liga de Quito Ecuador | 1.ª             | 2004            | 38    | 8     | 15                | 3                 | 53        | 11        |
| Liga de Quito Ecuador | 1.ª             | 2005            | 44    | 11    | 11                | 3                 | 55        | 14        |
| Liga de Quito Ecuador | 1.ª             | 2006            | 34    | 5     | 11                | 5                 | 45        | 10        |
| Liga de Quito Ecuador | 1.ª             | 2007            | 30    | 4     | 4                 | 1                 | 34        | 5         |
| Liga de Quito Ecuador | 1.ª             | 2008            | 25    | 5     | 15                | 4                 | 40        | 9         |
| Liga de Quito Ecuador | 1.ª             | 2009            | 18    | 1     | 6                 | 0                 | 24        | 1         |
| Liga de Quito Ecuador | Total 1.ª etapa | Total 1.ª etapa | 230   | 41    | 66                | 16                | 296       | 57        |
| Fluminense · Brasil | 1.ª             | 2009            | 5     | 0     | -                 | -                 | 5         | 0         |
| Fluminense · Brasil | Total club      | Total club      | 5     | 0     | 0                 | 0                 | 5         | 0         |
| Liga de Quito · Ecuador | 1.ª             | 2010            | 23    | 1     | 8                 | 0                 | 31        | 1         |
| Liga de Quito · Ecuador | 1.ª             | 2011            | 22    | 0     | 16                | 1                 | 38        | 1         |
| Liga de Quito · Ecuador | 1.ª             | 2012            | 26    | 0     | -                 | -                 | 26        | 0         |
| Liga de Quito · Ecuador | 1.ª             | 2013            | 2     | 0     | 1                 | 0                 | 3         | 0         |
| Liga de Quito · Ecuador | Total 2.ª etapa | Total 2.ª etapa | 73    | 1     | 25                | 1                 | 98        | 2         |
| Liga de Quito · Ecuador | Total club      | Total club      | 303   | 42    | 91                | 17                | 394       | 59        |
| Total carrera | Total carrera   | Total carrera   | 451   | 52    | 93                | 18                | 544       | 70        |
| (1) Incluye datos de la Copa Sudamericana (2002, 2003, 2004, 2005, 2006, 2008, 2010, 2011); Copa Libertadores (2004, 2005, 2006, 2007, 2008, 2009, 2011, 2013);Copa Mundial de Clubes de la FIFA (2008); Recopa Sudamericana (2009, 2010); Copa Suruga Bank (2010). (2) No se consideran goles en encuentros amistosos. |                 |                 |       |       |                   |                   |           |           |

## Palmarés

### Campeonatos nacionales
| Título  | Club          | País    | Año    |
| ------- | ------------- | ------- | ------ |
| Serie A | Liga de Quito | Ecuador | 2003   |
| Serie A | Liga de Quito | Ecuador | A-2005 |
| Serie A | Liga de Quito | Ecuador | 2007   |
| Serie A | Liga de Quito | Ecuador | 2010   |

### Campeonatos internacionales
| Título              | Club          | Sede           | Año  |
| ------------------- | ------------- | -------------- | ---- |
| Copa Libertadores   | Liga de Quito | Río de Janeiro | 2008 |
| Recopa Sudamericana | Liga de Quito | Quito          | 2009 |
| Recopa Sudamericana | Liga de Quito | Quilmes        | 2010 |